# Zari
Zari (in greco Ζάρι?) è un singolo della cantante greca Marina Satti, pubblicato il 7 marzo 2024 come secondo estratto dal primo EP P.O.P.

## Descrizione
Il brano è stato scritto e composto da Gino Borri, Jay Lewitt Stolar, Jordan Richard Palmer, Konstantin Plamenov Beshkov, Manōlīs Solidakīs, Marina Satti, Nick Kodonas, Oge e Vlospa. Nelle varie interviste, la Satti, ha espresso il desiderio di voler mescolare le antiche tradizioni con quelle moderne, oltre a voler sdoganare ogni tipo di stereotipo sulla cultura greca.
In un'ulteriore intervista, ha dichiarato che il tema del brano si concentra sulla fortuna, da cui prende anche spunto il titolo del brano zari ("dadi").

## Promozione
Il 24 ottobre 2023, l'emittente radiotelevisiva greca ERT ha annunciato che Marina Satti era stata scelta internamente per rappresentare la nazione all'Eurovision Song Contest 2024 a Malmö. Zari è stato annunciato come suo brano eurovisivo il 7 marzo 2024, ed è stato presentato durante il programma Eurovision se eidon su ERT1 in concomitanza con la sua pubblicazione sulle piattaforme digitali.

## Video musicale
Il video, diretto da Zac Dov Wiesel, è stato reso disponibile in concomitanza del lancio del singolo attraverso il canale YouTube della cantante. Le riprese hanno avuto luogo in vari siti d'interesse della capitale greca, tra cui l'acropoli, Plaka, Monastiraki, l'odeo di Erode Attico, Omonoia, Licabetto, Rafina e l'aeroporto internazionale "Eleftherios Venizelos".

## Tracce
Testi di Gino Borri, Jay Lewitt Stolar, Jordan Richard Palmer, Konstantin Plamenov Beškov, Manōlīs Solidakīs, Marina Satti, Nick Kodonas, Oge e Vlospa, musiche di Ermīs Geragidīs, Konstantin Plamenov Beškov, Marina Satti, Michalīs Stathakīs, Nick Kodonas, Oge, Pablo "Mediopicky" Alcántara e Sam Tiba.
1. Zari – 3:00

Streaming bundle
1. Zari – 3:00
2. Zari (Live From Petisteri, Greece / 2024) – 3:14
3. Zari (A capella) – 3:00
4. Zari (Instrumental) – 3:00
5. Zari (Sped Up) – 2:36

Durata totale: 14:50

## Classifiche
| Classifica (2024) | Posizione massima |
| ----------------- | ----------------- |
| Grecia            | 1                 |
| Lituania          | 20                |
| Svizzera          | 99                |